# Il Giallo Mondadori dal 401 al 500
|  | I 100 precedenti: Il Giallo Mondadori dal 301 al 400 |

## Dal N.401 al N.500
| N.  | Titolo italiano                         | Pubblicazione     | Titolo originale                   | Autore                      |
| --- | --------------------------------------- | ----------------- | ---------------------------------- | --------------------------- |
| 401 | La paura ci ha riuniti                  | 6 ottobre 1956    | Out of The Shadows                 | Michael Halliday            |
| 402 | 13 tulipani bianchi                     | 13 ottobre 1956   | Thirteen White Tulips              | Frances Crane               |
| 403 | Tre soldi e il duca                     | 20 ottobre 1956   |                                    | Giuseppe Ciabattini         |
| 404 | Perry Mason e la nudista                | 27 ottobre 1956   | The Case of The Sun Bather's Diary | Erle Stanley Gardner        |
| 405 | Vacanze all'inferno                     | 3 novembre 1956   | The Follower                       | Patrick Quentin             |
| 406 | Costa dei barbari                       | 10 novembre 1956  | The Barbarous Coast                | Ross Macdonald              |
| 407 | Sveglia alle cinque                     | 17 novembre 1956  | Death In The Straw                 | Gray Usher                  |
| 408 | Segretissimo                            | 24 novembre 1956  | Top Assignment                     | George Harmon Coxe          |
| 409 | Sfida per Bencolin                      | 1º dicembre 1956  | Castle Skul                        | John Dickson Carr           |
| 410 | E tutto finirà                          | 8 dicembre 1956   | The Man With Two Wives             | Patrick Quentin             |
| 411 | Perry Mason e la salma in fuga          | 15 dicembre 1956  | The Case of The Runaway Corpse     | Erle Stanley Gardner        |
| 412 | Mister Sharkey torna a casa             | 22 dicembre 1956  |                                    | Sergio Donati               |
| 413 | Vittima contesa                         | 29 dicembre 1956  | Just A Corpse at Twilight          | Robert Martin               |
| 414 | Ventiquattr'ore di vita                 | 5 gennaio 1957    | Borrow The Night                   | Helen Nielsen               |
| 415 | Quando sarò impiccato                   | 12 gennaio 1957   | I Wake Up Screaming                | Steve Fisher                |
| 416 | Viatico per Marianna                    | 19 gennaio 1957   |                                    | Franco Enna                 |
| 417 | Contro tutti                            | 26 gennaio 1957   | Badge of Evil                      | Whit Masterson              |
| 418 | Fucili puntati                          | 2 febbraio 1957   | Tears For The Bride                | Robert Martin               |
| 419 | Guai agli onesti                        | 9 febbraio 1957   | Square In The Middle               | William Campbell Gault      |
| 420 | Tutti colpevoli                         | 16 febbraio 1957  | Murder In The Mill-race            | Edith Caroline Rivett Lorac |
| 421 | La mossa giusta                         | 23 febbraio 1957  | Another Morgue Hear From           | Frederick Curtice Davis     |
| 422 | Agguato per cenerentola                 | 2 marzo 1957      | Broken Shield                      | Ben Benson                  |
| 423 | Un nome sulle labbra                    | 9 marzo 1957      | The Widow And The Web              | Robert Martin               |
| 424 | Un patibolo è pronto                    | 16 marzo 1957     | Murder Comes Home                  | Anthony Gilbert             |
| 425 | La morte e Mr Potter                    | 23 marzo 1957     | Death And Mr Potter                | Rae Foley                   |
| 426 | Chiunque sia stato                      | 30 marzo 1957     | Eavesdropping on Death             | Carroll Estes               |
| 427 | Sospesi a un filo                       | 6 aprile 1957     | Rope of Sand                       | Charles Franklin            |
| 428 | La morte, ora per ora                   | 13 aprile 1957    | Before I Wake                      | Brett Halliday              |
| 429 | Perdonate la vittima                    | 20 aprile 1957    | Whistle Past The Graveyard         | Richard Deming              |
| 430 | K.O. Scotland Yard                      | 27 aprile 1957    | Sex Marks The Spot                 | Leonard Gribble             |
| 431 | Il mondo dei duri                       | 4 maggio 1957     | Prey For Me                        | Thomas Blanchard Dewey      |
| 432 | 14º piano                               | 11 maggio 1957    | The Blonde Died Dancing            | Kelley Roos                 |
| 433 | Il fantasma di pietra                   | 18 maggio 1957    | The House With The Green Shudders  | Amelia Reynolds Long        |
| 434 | I giganti del male                      | 25 maggio 1957    | Green Light For Death              | Frank Kane                  |
| 435 | Destinazione New York                   | 1º giugno 1957    | Inland Passage                     | George Harmon Coxe          |
| 436 | Due bionde alla porta                   | 8 giugno 1957     | A Handful of Murder                | Ferguson Findley            |
| 437 | Le stelle muoiono                       | 15 giugno 1957    | Pleins Feux Sur Sylvie             | Michel Lebrun               |
| 438 | Il limite del furore                    | 22 giugno 1957    | The Man In The Net                 | Patrick Quentin             |
| 439 | Mauser & Colt                           | 29 giugno 1957    | Murder In Bright Red               | Frances Crane               |
| 440 | Aspettate che muoia                     | 6 luglio 1957     | Suddenly A Widow                   | George Harmon Coxe          |
| 441 | L'arte di uccidere                      | 13 luglio 1957    | The Lost Gallows                   | John Dickson Carr           |
| 442 | Affogherai nell'odio                    | 20 luglio 1957    | Death of Cecilia                   | Hartley Howard              |
| 443 | Questi occhi uccidono                   | 27 luglio 1957    | The Darker The Night               | Herbert Brean               |
| 444 | Fuoco alla miccia                       | 3 agosto 1957     | Red Hot Ice                        | Frank Kane                  |
| 445 | Dinastia di morti                       | 10 agosto 1957    | Strangler's Serenade               | William Irish               |
| 446 | La sagra del delitto                    | 17 agosto 1957    | Dead Man's Folly                   | Agatha Christie             |
| 447 | Il bruto e le notti                     | 24 agosto 1957    | All Trough The Night               | Whit Masterson              |
| 448 | L'età del piombo                        | 31 agosto 1957    | About Face                         | Frank Kane                  |
| 449 | Cadavere in vacanza                     | 7 settembre 1957  | Always Say Die                     | Elizabeth Ferrars           |
| 450 | Vili e dannati                          | 14 settembre 1957 | Judas Journey                      | Lee Roberts                 |
| 451 | I morti non ricordano                   | 21 settembre 1957 | Death House Doll                   | Day Keene                   |
| 452 | Bambole per l'obitorio                  | 28 settembre 1957 | A Real Gone Guy                    | Frank Kane                  |
| 453 | Perry Mason e la complice impaurita     | 5 ottobre 1957    | The Case of The Nervous Accomplice | Erle Stanley Gardner        |
| 454 | Vortice della paura                     | 12 ottobre 1957   | Fright                             | Cornell Woolrich            |
| 455 | L'ora dei disperati                     | 19 ottobre 1957   | The Ninth Hour                     | Ben Benson                  |
| 456 | Il delitto continua                     | 26 ottobre 1957   | Dark Destiny                       | Edward Ronns                |
| 457 | Ridevano i demoni                       | 2 novembre 1957   | The Brave, Bad Girls               | Thomas Blanchard Dewey      |
| 458 | So che mi ucciderai                     | 9 novembre 1957   | Sudden Fear                        | Edna Sherry                 |
| 459 | Goccia a goccia                         | 16 novembre 1957  | Night Drop                         | Frederick Curtice Davis     |
| 460 | Perry Mason e il gigante che uccide     | 23 novembre 1957  | The Case of The Green-eyed Sister  | Erle Stanley Gardner        |
| 461 | Morte-express                           | 30 novembre 1957  | Compartment K                      | Helen Reilly                |
| 462 | Attenti alle curve                      | 7 dicembre 1957   | Beware The Curves                  | A. A. Fair                  |
| 463 | Trappola nuda                           | 14 dicembre 1957  | If The Coffin Fits                 | Day Keene                   |
| 464 | La notte ha mille occhi                 | 21 dicembre 1957  | Night Has A Thousand Eyes          | Cornell Woolrich            |
| 465 | Perry Mason e la vedova ingannata       | 28 dicembre 1957  | The Case of The Fugitive Nurse     | Erle Stanley Gardner        |
| 466 | Scalo est                               | 4 gennaio 1958    | F.O.B. Murder                      | B. & D. Hitchens            |
| 467 | La pelle brucia                         | 11 gennaio 1958   | Tiger Burning Bright               | Day Keene                   |
| 468 | Il terzo non morrà                      | 18 gennaio 1958   | Put Out The Light                  | Seldon Truss                |
| 469 | Ragazza a sorpresa                      | 25 gennaio 1958   | The Decoy                          | Edward Ronns                |
| 470 | Perry Mason e il fantasma senza memoria | 1º febbraio 1958  | The Case of The Glamorous Ghost    | Erle Stanley Gardner        |
| 471 | L'uomo che vide il suo cadavere         | 8 febbraio 1958   | House of Secrets                   | Sterling Noel               |
| 472 | Maledetti si nasce                      | 15 febbraio 1958  | The Crime Is Murder                | Helen Nielsen               |
| 473 | Peggio che morto                        | 22 febbraio 1958  | Might As Well Be Dead              | Rex Stout                   |
| 474 | Alla salute, Bowman!                    | 1º marzo 1958     | Bowman Strikes Again               | Hartley Howard              |
| 475 | Gli affari sono affari                  | 8 marzo 1958      | Some Women Won't Wait              | A. A. Fair                  |
| 476 | I colpevoli hanno paura                 | 15 marzo 1958     | The Guilty Are Afraid              | James Hadley Chase          |
| 477 | Perry Mason e il siero della verità     | 22 marzo 1958     | The Case of The Demure Defendant   | Erle Stanley Gardner        |
| 478 | La tigre per la coda                    | 29 marzo 1958     | Man on a Rope                      | George Harmon Coxe          |
| 479 | Notte di sterminio                      | 5 aprile 1958     | Horror on The Ruby X               | Frances Crane               |
| 480 | A mani nude                             | 12 aprile 1958    | The Restless Hands                 | Bruno Fischer               |
| 481 | Rotta degli squali                      | 19 aprile 1958    | The Big Kiss-off                   | Day Keene                   |
| 482 | Pistola facile                          | 26 aprile 1958    | The Last Appointment               | Hartley Howard              |
| 483 | Ombre di cera                           | 3 maggio 1958     | Widow's Web                        | Ursula Curtiss              |
| 484 | Perry Mason sbaglia cliente             | 10 maggio 1958    | The Case of The Terrified Typist   | Erle Stanley Gardner        |
| 485 | Morsa di fango                          | 17 maggio 1958    | The Cuckoo Line Affair             | Andrew Garve                |
| 486 | A denti stretti                         | 24 maggio 1958    | Handpicked For Murder              | Robert Martin               |
| 487 | Morte al galoppo                        | 31 maggio 1958    | Murder Is Mutual                   | Jack Dolph                  |
| 488 | Li ho visti morire                      | 7 giugno 1958     | Storm Fear                         | Clinton Seeley              |
| 489 | Una croce era il segnale                | 14 giugno 1958    | Below Suspicion                    | John Dickson Carr           |
| 490 | Naufraghi dell'inganno                  | 21 giugno 1958    | Million Dollar Murder              | Edward Ronns                |
| 491 | Assassino allo specchio                 | 28 giugno 1958    | Furnished For Murder               | Elizabeth Ferrars           |
| 492 | Troppo bella per vivere                 | 5 luglio 1958     | Kiss Her Goodbye                   | Wade Miller                 |
| 493 | L'altra sponda                          | 12 luglio 1958    | The Echoing Shore                  | Lee Roberts                 |
| 494 | Uragano ovest                           | 19 luglio 1958    | The Black Mirror                   | Ben Benson                  |
| 495 | La fossa del diavolo                    | 26 luglio 1958    | A Shadow In The Wild               | Whit Masterson              |
| 496 | Istantanea di un delitto                | 2 agosto 1958     | 4:50 From Paddington               | Agatha Christie             |
| 497 | Un minuto a mezzanotte                  | 9 agosto 1958     | Before Midnight                    | Rex Stout                   |
| 498 | E adesso, Perry Mason?                  | 16 agosto 1958    | The Case of The Lucky Loser        | Erle Stanley Gardner        |
| 499 | Bara per due                            | 23 agosto 1958    | I'll Get You For This              | James Hadley Chase          |
| 500 | Colpo di grazia                         | 31 agosto 1958    | The Finishing Stroke               | Ellery Queen                |

|  | I 100 successivi: Il Giallo Mondadori dal 501 al 600 |